# Dorsum Arduino
Il Dorsum Arduino è una catena di creste lunari intitolata al geologo italiano Giovanni Arduino nel 1976. Si trova nella regione di confine tra l'Oceanus Procellarum e il Mare Imbrium e ha una lunghezza di circa 107 km.